# Буккен

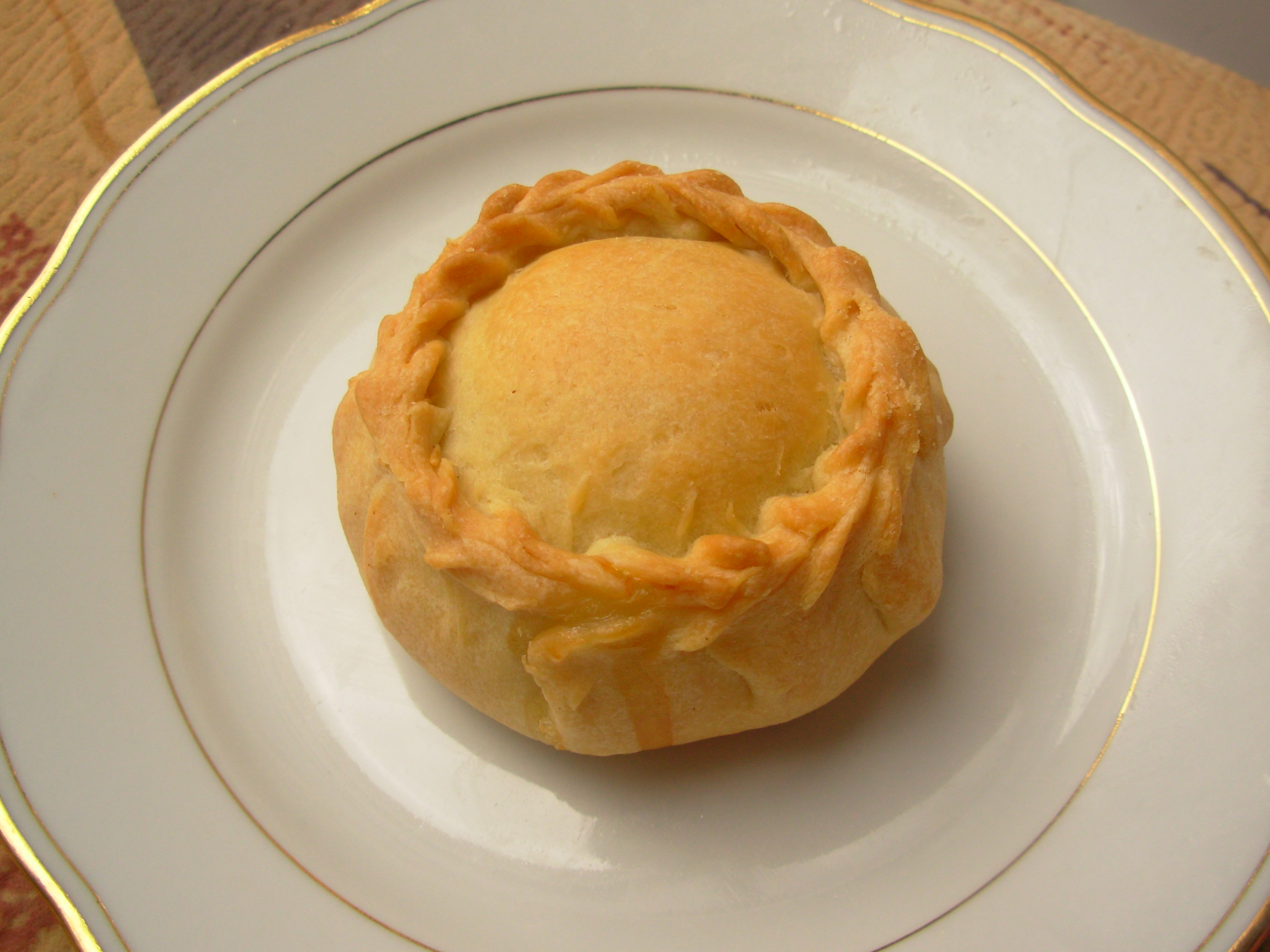
Буккен

Буккен (тат. бөккән,башк. бэккэн) — традиційна татарська і башкирська страва з тіста з начинкою. 

## Приготування
Буккен — обсмажений прісний коржик з начинкою.
склад:
- Тісто: борошно, яйце, маргарин, вода, сіль.
- Фарш: морква, яйце, масло вершкове, цукор, сіль.

Прісне здобне тісто ділиться на шматочки, розкочуються коржі круглої форми приблизно діаметром до 10 см. На середину кола кладеться начинка (з рубаною вареної моркви з олією, рубаними вареними яйцями). Краї защипують мотузочкою, надаючи форму вінця або півмісяця.
Буккени кладуться на деко, змащеній жиром і випікаються. Готові буккени змащують вершковим маслом. Буккен готують також з сирою картоплею і цибулею.